# Odontothera debilis
Odontothera debilis là một loài bướm đêm trong họ Geometridae.